# Hysteropterum acanthum
Hysteropterum acanthum är en insektsart som beskrevs av Caldwell 1945. Hysteropterum acanthum ingår i släktet Hysteropterum och familjen sköldstritar. Inga underarter finns listade i Catalogue of Life.